# Imam Alimoskee
De Imam Alimoskee, ook bekend als de Meshed Ali of Imam Alimausoleum, is een moskee in de Iraakse stad Najaf. De moskee is een heilige plek voor moslims, vooral sjiieten. De meesten geloven dat imam Ali, de schoonzoon en neef van de profeet Mohammed, er begraven ligt.

## Geschiedenis
De moskee werd voor het eerst gebouwd door Azoud ad Dowleh in 977 over de graftombe van Ali. Nadat hij verwoest werd door brand, werd hij door de Seltsjoek Malik Sjah I in 1086 herbouwd. Kort na 1500 werd hij opnieuw herbouwd, ditmaal door de Safawiedische sjah Ismail I.
In 1801 of 1802 werd het heiligdom door Saoedi's uit Arabië onder leiding van Abdoel Aziz bin Mohammed bin Saoed aangevallen en geplunderd.
In de buurt van de moskee bevindt zich de Wadi-us-Salaam, de Vallei van Vrede, die met zo'n 600 hectare en zo'n vijf miljoen graven waarschijnlijk de grootste begraafplaats ter wereld is.
Tijdens de opstand na de Eerste Golfoorlog in maart 1991, beschadigde de Republikeinse Garde van Saddam Hoessein de moskee, waar tegenstanders zich schuilhielden.

## Irakoorlog
Sinds de Irakoorlog begon in 2003 zijn er meer aanvallen op de moskee geweest.

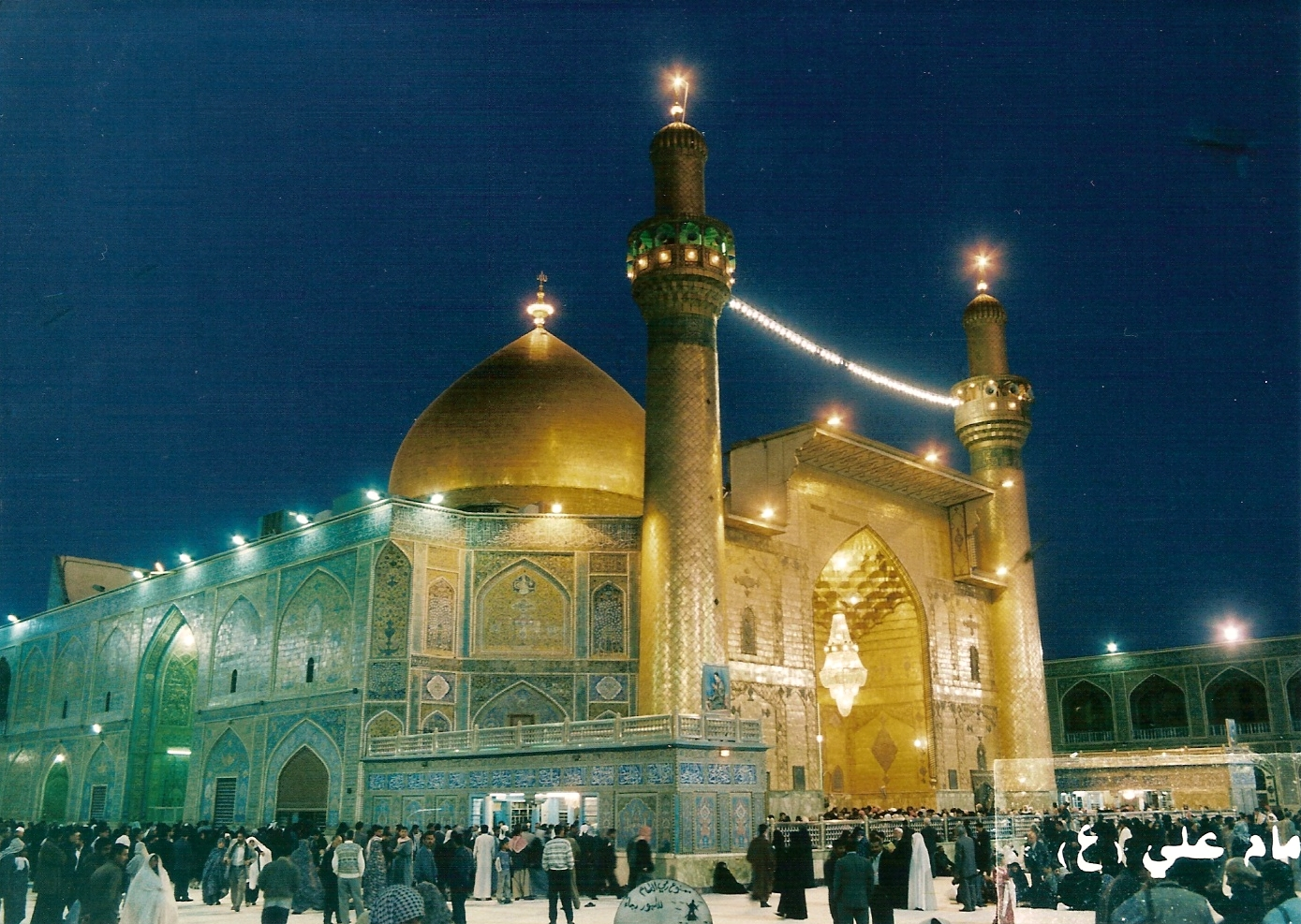
Imām ‘Alī moskee voor de renovaties in 2008

Op 10 april 2003 werd de sjiietenleider Sayed Abdul Majid al-Khoei, de zoon van grootayatollah Abu al Qasim al-Khoei, vermoord in de buurt van de moskee. Al-Khoei was teruggekeerd uit ballingschap in het Verenigd Koninkrijk om steun te werven voor de Amerikaanse bezetting.
Op 29 augustus 2003 explodeerde een autobom, vlak nadat het gebed op vrijdag afgelopen was. Tussen de 85 en 125 werden gedood, inclusief de invloedrijke Ayatollah Sayed Mohammed Baqir al-Hakim, de sjiitische leider van de Hoogste Raad voor de Islamitische Revolutie in Irak. Waarschijnlijk zat de Jordaniër Abu Musab al-Zarqawi namens al Qaida achter de aanslag.
In augustus 2004 belegerde het Amerikaanse leger, gesteund door Iraakse soldaten, de moskee. De moskee werd toen bezet door het Mahdi-leger van volgelingen van Moqtada al-Sadr, een invloedrijk geestelijk leider die fel tegen de Amerikaanse inmenging gekeerd is. Op 26 augustus kwam de grootayatollah Ali al-Sistani aan in Najaf om een vrede tussen de Amerikanen en radicale sjiieten te bewerkstelligen.
Op 6 april 2006 ontplofte nabij de moskee een bom waarbij 13 personen gedood werden. Op 18 juli 2006 ontplofte eveneens in de buurt van de moskee een autobom waarbij 53 personen om het leven kwamen.
Op 10 augustus 2006 ontplofte opnieuw een bom. Ditmaal kwamen ten minste 33 personen om en raakten meer dan 90 mensen gewond.